# Rosina Fumo viene in città... per farsi il corredo
Rosina Fumo viene in città... per farsi il corredo è un film del 1972 diretto da Claudio Gora, facente parte del genere "piccante" a partire dal titolo e la cartellonistica, a dispetto del forte risvolto drammatico.

## Trama
Rosina, una bella e ingenua ragazza dalla provincia abruzzese, viene inviata a Roma per prestare servizio presso una famiglia bene, destando l'interesse del giovane e viziato rampollo che tenta assiduamente di sedurla fino a compiere violenza, nell'indifferenza dei suoi amici. Giungerà in aiuto il suo audace fidanzato Sandrone, per rilevarla e punire duramente il giovinastro.